# Los hombres detrás del sol
Los hombres detrás del sol (en chino, 黑 太阳; pinyin, hēi tàiyáng; literalmente, ‘sol negro’) es una película de terror del año 1988, producida en Hong Kong, dirigida por el director Mou Tun-fei. 
La película es una representación gráfica de las atrocidades de guerra cometidas por los japoneses en el Escuadrón 731, la unidad secreta de experimentación de armas biológicas del Ejército Imperial Japonés durante la Segunda Guerra Mundial. La película detalla los diversos experimentos médicos crueles, infligidos a prisioneros chinos y soviéticos hacia el final de la guerra. 
Esta es la primera película clasificada como "III" por la Hong Kong motion picture rating system (equivalente a la calificación de Estados Unidos NC-17 de la Motion Picture Association of America film rating system) en Hong Kong.

## Trama
La película se abre paso con la cita "La amistad es la amistad, la historia es la historia." Dijo el director Mou, "ese es el argumento que había en el gobierno chino, porque el gobierno decía 'no, tenemos amistad con los japoneses'; yo dije 'bueno, usted puede hablar acerca de su amistad, yo estoy hablando de la historia.'"
La película sigue a un grupo de niños japoneses que han sido reclutados en el Cuerpo Imperial de la Juventud. Se les asigna al Ejército de Kwantung, y se llevaron a una de las instalaciones que sirven a la Unidad 731, que está encabezada por Shirō Ishii. Pronto, se introducen a los experimentos en marcha en las instalaciones, por lo cual sienten repulsión. El propósito de los experimentos es encontrar una cepa altamente contagiosa del bacilo Yersinia pestis, para ser utilizada como un arma de último recurso en contra de la población china. 
Mientras tanto, los jóvenes soldados se hacen amigos de un niño chino mudo local con el que juegan juegos de la captura. Un día, los oficiales al mando les piden a los niños que traigan al niño chino al centro. Ingenuamente, siguen las órdenes, creyendo que no le harán daño. Sin embargo, el personal médico de alto nivel practican cirugía, con el fin de cosechar sus órganos para la investigación. Cuando los jóvenes soldados se dan cuenta de lo que ha sucedido, se amotinan. 
A medida que la guerra continúa, la situación se vuelve cada vez más desesperada para los japoneses y, por lo tanto, para el Escuadrón 731. En uno de sus últimos experimentos, atan una serie de prisioneros chinos en cruces, con la intención de que sean utilizados como blancos para un prototipo de bomba cerámica que contiene pulgas transmisoras de la peste bubónica. Sin embargo, no son capaces de acertar con la pista de aterrizaje debido a una retirada. Los prisioneros chinos se liberan de las cruces, tratan de escapar, son perseguidos y todos ellos mueren.
Volviendo a la instalación después del experimento fallido, no hay más tiempo para el Escuadrón 731 y se ven obligados a destruir sus investigaciones y todas las demás pruebas de las atrocidades que han sucedido allí. El Dr. Ishii ordena inicialmente a sus subordinados y a sus familias suicidarse pero, en cambio, es convencido para ser evacuados y que sólo se suiciden en caso de ser capturados. Sin embargo, deja claro que el secreto se ha de mantener, con consecuencias nefastas. 
Las tropas japonesas se reúnen en una estación de tren para ser transportados fuera de China. Uno de los prisioneros chinos, disfrazado, se escapa con un grupo de soldados, y es descubierto por un oficial. Durante un breve forcejeo en el que mata al oficial antes de ser abatido, su sangre mancha la bandera japonesa, para horror de los miembros del Cuerpo Imperial de la Juventud. El tren sale de la estación. 
Los pasajes de cierre revelan que el Dr. Ishii coopera con los estadounidenses, dándoles su investigación y acepta trabajar para ellos. Años más tarde, se trasladó al frente coreano, y las armas biológicas aparecen en el campo de batalla poco después.

## Elenco
- Gang Wang como el Teniente General Shirō Ishii
- Hsu Gou
- Tie Long Jin
- Zhao Hua Mei
- Zhe Quan
- Run Sheng Wang
- Dai Wao Yu
- Andrew Yu

## Controversia
A pesar de las críticas que recibió el director Mou porque estaba tratando de representar la exactitud histórica con la película, ha sido criticado porque la película es una sobreexposición argumentativa y le niegan cualquier valor educativo.
Debido a su contenido gráfico, la película ha sufrido censura en todo el mundo. Fue prohibida originalmente en Australia y causó indignación pública en Japón hasta el punto de que el director Mou incluso recibió amenazas contra su vida.
La película es extremadamente controvertida por el uso de lo que el director Mou dice ser imágenes de la autopsia real de un niño y también para una escena en la que un gato es arrojado a una habitación para ser devorado vivo por cientos de ratas hambrientas. En una escena posterior en la película, las ratas fueron quemadas vivas, lo que fue criticado por crueldad en muchos países. Sin embargo, en una entrevista realizada en 2010 en Estados Unidos (se puede encontrar en YouTube), Mou declaró que el gato estaba cansado después de su participación en la película y que el gato obtuvo dos peces como recompensa. Al gato se le puso miel y las ratas fueron lamiendo y comiendo la miel solamente.

## Secuelas
La película generó tres pseudo-secuelas: 
- Laboratorio del Diablo (黑 太陽 731 續集 之 殺人 工廠, 1992)
- Narrow Escape (死亡列車, 1994)
- Sol Negro: La Masacre de Nanking (黑太陽─南京大屠殺, 1995).